# Julius Zeyer
Julius Zeyer (Praga, 26 d'abril de 1841 - Praga, 29 de gener de 1901) fou un escriptor, poeta i dramaturg txec.

## Vida personal
Zeyer va néixer el 26 d'abril de 1841 a Praga. La seva mare, Elisabeth Eleonora (de soltera Weisseles), provenia d'una família jueva alemanya convertida en catòlica, i el seu pare, Jan Zeyer, era fuster i comerciant de fusta amb relacions amb la noblesa francesa (alsaciana). La seva mainadera li va ensenyar a parlar txec. De gran, s'esperava que es fes càrrec de la fàbrica de la família, però va decidir estudiar fusteria. Va passar una part important de la seva vida viatjant per Europa i Orient. Al voltant de 1877, es va traslladar a Vodňany, on va passar més d'una dècada centrant-se en la seva obra literària. Els seus últims anys els va passar vivint a Praga.

## Obres
La prosa i els poemes de Zeyer transmeten una sensació d'inquietud, nostàlgia, misticisme i tristesa, i en general presenten finals tràgics. Va combinar les mitologies europees i orientals amb temes particulars de la societat i la història txeques, i, de manera similar als Decadents, sovint va emprar una barreja d'imatges religioses i eròtiques. Va estar associat a l'escola "Lumír", un cercle d'escriptors agrupats al voltant d'una revista homònima influenciats pels corrents literaris occidentals, sobretot francesos.
Les èpiques de Zeyer, Vyšehrad (1880) i Karolinská epopej (1896), entre d'altres, es basen en llegendes txeques i franceses, respectivament, i posen la glòria passada en contrast amb els desolats temps actuals de Zeyer. Es va inspirar en la història txeca, russa, irlandesa i francesa, així com en els mites escandinaus. Les seves novel·les generalment segueixen personatges que busquen realitzar les seves idees romàntiques de la vida, molts dels quals només troben pau en la mort. La seva novel·la semiautobiogràfica Jan Maria Plojhar (1891) tracta sobre la naturalesa tràgica de ser un artista. La seva col·lecció de tres contes, “ Tři legendy o krucifixu ” (1895), es basa en la història de la crucifixió de Crist i explora temes del nacionalisme txec i el valor de l'art. La primera història, Inultus, explora la idea d'una artista embogida pel seu treball. Segueix una escultora italiana mentre intenta crear una representació realista de la crucifixió, i finalment assassina la seva model, el personatge titular, en un atac de bogeria creativa.
Pel que fa a la trama, les obres dramàtiques de Zeyer segueixen un patró similar.
És també autor de poemes èpics d'inspiració neoromàntica i de diverses obres teatrals, com Šárka (1887), que després inspiraria l'òpera Šárka de Leoš Janáček.